# زردلجه (مقاطعة فومن)
زردلجه (بالفارسية: زردلجه) هي قرية تقع في غيلان في إيران. يقدر عدد سكانها بـ 150 نسمة بحسب إحصاء 2016.